# Oeax subaequalis
Oeax subaequalis är en skalbaggsart som beskrevs av Stefan von Breuning 1955. Oeax subaequalis ingår i släktet Oeax och familjen långhorningar. Inga underarter finns listade i Catalogue of Life.